# Sinfonia fantastica
La Sinfonia fantastica, titolo completo Sinfonia fantastica, Episodio della vita di un artista, in cinque parti, op. 14 (Symphonie fantastique: Épisode de la vie d'un artiste, en cinq parties) è una sinfonia a programma per orchestra composta da Hector Berlioz ed eseguita per la prima volta il 5 dicembre 1830.
È detta "fantastica", ossia "di fantasia", in quanto la partitura è legata ad un programma scritto dallo stesso autore.
È articolata in cinque, anziché quattro movimenti (cinque come quelli della sinfonia Pastorale di Beethoven, ma anche come gli atti dell'opera francese) collegati da un'idea fissa (idée fixe), un pensiero musicale che nella mente del protagonista si associa sempre alla donna amata.

## Storia
A 19 anni Berlioz, noto musicista , abbandonati gli studi in medicina, cominciò a prendere lezioni private di composizione da Jean-François Lesueur il quale, oltre alla dottrina compositiva, gli instillò, sulla scia della tradizione descrittiva della musica francese, l'idea di attribuire un determinato soggetto alla musica, esplicandolo attraverso la redazione di un programma.
Berlioz descrive in quest'opera in maniera adombrata l'incontro con la sua amata (l'attrice Harriet Smithson), incontrata la prima volta nel 1827, mentre assisteva all'Amleto e al Romeo e Giulietta di Shakespeare rappresentati a Parigi da una compagnia inglese ed espone tutte le sue sofferenze per l'amore non corrisposto. Si dice che Berlioz per scrivere questo pezzo abbia assunto dell'oppio, e che dopo aver avuto varie visioni della sua amata, abbia composto l'opera.
L'armonia, in continua trasformazione, rispecchia lo stato d'animo del compositore. Viene utilizzato un cromatismo ambiguo e la sesta minore in un contesto maggiore.

## I cinque movimenti
1. Nel primo movimento "Fantasticherie - Passioni" viene descritto lo stato del compositore prima e dopo aver incontrato la donna amata. Avviene una transizione da uno stato di sognante malinconia, interrotta da vari eccessi di gioia immotivata, a uno di passione delirante, con i suoi impulsi di rabbia e gelosia, i suoi ricorrenti momenti di tenerezza, le sue lacrime e le sue consolazioni religiose. Ecco perché l'immagine melodica iniziale ricorre lungo tutto il movimento, come una idea fissa.
2. Il secondo movimento "Un ballo", è un trascinante valzer in la maggiore, nel quale il protagonista è ritratto durante una festa danzante, costantemente turbato dall'immagine della donna amata (che compare attraverso la solita immagine melodica della idée fixe).
3. Nel terzo movimento, "Scena campestre", un lirico adagio in fa maggiore, il protagonista sull'onda di un ranz de vaches eseguito da una coppia di pastori si abbandona a contrastanti pensieri di speranza e di angoscia. Abbandonata infine la speranza di essere corrisposto, egli tenta di avvelenarsi con l'oppio, che provoca le visioni dei due movimenti successivi.
4. Nel quarto movimento, "Marcia al supplizio" (allegretto non troppo in Sol minore), il protagonista in preda all'oppio, sogna di aver ucciso la donna amata, e quindi di venir condannato a morte, condotto al patibolo e giustiziato. L'idée fixe compare solo verso la fine del movimento ed è bruscamente interrotta da un violento accordo che simboleggia la caduta della mannaia.
5. Il quinto movimento "Sogno di una notte di sabba" trasporta il protagonista nel bel mezzo di un sabba di streghe, in un corteo lugubre e solenne. In questa parte finale su un costante metro di 6/8 si susseguono ininterrottamente quattro "quadri": nel primo, dopo un'introduzione, una distorsione triviale della idée fixe rende i tratti grotteschi assunti dalla fisionomia dell'amata nella visione del sabba; il secondo è fondato su una parodia del "Dies irae", l'inno gregoriano per la sequenza dei defunti; il terzo è la Ronde du Sabbat,[3] un vorticoso fugato; il quarto (Dies Irae et Ronde du Sabbat ensemble) inizia con una visionaria sovrapposizione della sequenza gregoriana sul fugato, per chiudersi con una trionfante apoteosi.

## Il programma

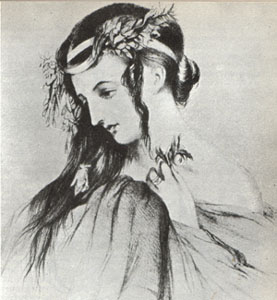
Harriet Smithson nel ruolo di Ofelia

Già nella lettera in cui comunicava di aver scritto l'ultima nota, legando tale lavoro alla vicenda sentimentale con l'attrice Harriet Smithson, Berlioz dimostrava di considerare fondamentali i riferimenti extramusicali. Allegò alla lettera la versione provvisoria di un programma, destinato a essere distribuito in sala il giorno del concerto.
Il programma e i titoli apposti a ciascun movimento rimarranno sostanzialmente inalterati anche nella versione effettivamente distribuita al pubblico in occasione della prima esecuzione del 5 dicembre 1830. La prima edizione completa (partitura e programma) della Fantastique risale al 1845, e fu poi rivista l'anno successivo. Tra il 1833 e il 1846 sia il programma sia la musica subirono costanti rimaneggiamenti, anche se non sostanziali.
Il programma associa a ciascun movimento un titolo e un momento, reale o immaginario, della vicenda amorosa tra un giovane musicista e un'affascinante donna.
Questo è il programma della sinfonia apparso nell'edizione del 1845 conservata alla BNF:
Le programme suivant doit être distribué à l’auditoire toutes les fois que la symphonie fantastique est exécutée dramatiquement et suivie en conséquence du monodrame de Lélio qui termine et complète l’épisode de la vie d’un artiste. En pareil cas, l’orchestre invisible est disposé sur la scène d’un théâtre derrière la toile baissée.
Si on exécute la symphonie isolément dans un concert, cette disposition n’est plus nécessaire: on peut même à la rigueur se dispenser de distribuer le programme, en conservant seulement le titre des cinq morceaux; la symphonie (l’auteur l’espère) pouvant offrir en soi un intérêt musical indépendant de toute intention dramatique.
Première Partie : Rêveries – Passions
L’auteur suppose qu’un jeune musicien, affecté de cette maladie morale qu’un écrivain célèbre appelle le vague des passions, voit pour la première fois une femme qui réunit tous les charmes de l’être idéal que rêvait son imagination, et en devient éperdûment épris. Par une singulière bizarrerie, l’image chérie ne se présente jamais à l’esprit de l’artiste que liée à une pensée musicale, dans laquelle il trouve un certain caractère passionné, mais noble et timide comme celui qu’il prête à l’être aimé.
Ce reflet mélodique avec son modèle le poursuivent sans cesse comme une double idée fixe. Telle est la raison de l’apparition constante, dans tous les morceaux de la symphonie, de la mélodie qui commence le premier allegro. Le passage de cet état de rêverie mélancolique, interrompue par quelques accès de joie sans sujet, à celui d’une passion délirante, avec ses mouvemens de fureur, de jalousie, ses retours de tendresse, ses larmes, etc., est le sujet du premier morceau.
Deuxième Partie: Un bal
L’artiste est placé dans les circonstances de la vie les plus diverses, au milieu du tumulte d’une fête, dans la paisible contemplation des beautés de la nature; mais partout, à la ville, aux champs, l’image chérie vient se présenter à lui et jeter le trouble dans son âme.
Troisième Partie: Scène aux champs
Se trouvant un soir à la campagne, il entend au loin deux pâtres qui dialoguent un ranz de vaches; ce duo pastoral, le lieu de la scène, le léger bruissement des arbres doucement agités par le vent, quelques motifs d’espérance qu’il a conçus depuis peu, tout concourt à rendre à son cœur un calme inaccoutumé et à donner à ses idées une couleur plus riante. Il réfléchit sur son isolement; il espère n’être bientôt plus seul... Mais si elle le trompait!... Ce mélange d’espoir et de crainte, ces idées de bonheur troublées par quelques noirs pressentimens, forment le sujet de l’adagio. À la fin, l’un des pâtres reprend le ranz de vaches; l’autre ne répond plus... Bruit éloigné de tonnerre... Solitude... Silence...
Quatrième Partie: Marche au supplice
Ayant acquis la certitude que non-seulement celle qu’il adore ne répond pas à son amour, mais qu’elle est incapable de le comprendre, et que, de plus, elle en est indigne, l’artiste s’empoisonne avec de l’opium. La dose du narcotique, trop faible pour lui donner la mort, le plonge dans un sommeil accompagné des plus horribles visions.Il rêve qu’il a tué celle qu’il aimait, qu’il est condamné, conduit au supplice, et qu’il assiste à sa propre exécution. Le cortège s’avance aux sons d’une marche tantôt sombre et farouche, tantôt brillante et solennelle, dans laquelle un bruit sourd de pas graves succède sans transition aux éclats les plus bruyants. À la fin de la marche, les quatre premières mesures de l’idée fixe reparaissent comme une dernière pensée d’amour interrompue par le coup fatal.
Cinquième Partie: Songe d'une nuit du sabbat
Il se voit au sabbat, au milieu d’une troupe affreuse d’ombres, de sorciers, de monstres de toute espèce, réunis pour ses funérailles. Bruits étranges, gémissements, éclats de rire, cris lointains auxquels d'autres cris semblent répondre. La mélodie aimée reparaît encore, mais elle a perdu son caractère de noblesse et de timidité; ce n’est plus qu’un air de danse ignoble, trivial et grotesque : c’est elle qui vient au sabbat... Rugissement de joie à son arrivée... Elle se mêle à l'orgie diabolique... Glas funèbre, parodie burlesque du Dies irae, ronde du Sabbat. La ronde du Sabbat et le Dies irae ensemble.»
Il seguente programma dev'essere distribuito all'uditorio ogni volta che la Sinfonia Fantastica sia eseguita in forma drammatica e di conseguenza seguita dal monodramma Lelio, che termina e completa l'episodio della vita d'un artista. In tal caso, l'orchestra invisibile è disposta sulla scena d'un teatro al di là del sipario abbassato.
Se si esegue la sinfonia isolatamente in concerto, questa disposizione non è più necessaria: a rigore, è possibile anche evitare di distribuire il programma, conservando soltanto il titolo dei cinque pezzi; la sinfonia (l'autore lo spera) può garantire di per sé un interesse musicale indipendente da ogni intenzione drammatica.
Prima parte: Fantasticherie – Passioni
Il compositore immagina che un giovane musicista, agitato da quella infermità spirituale che un celebre scrittore denomina l'indeterminatezza delle passioni, vede per la prima volta una donna che riunisce tutto il fascino dell'essere ideale che la sua immaginazione ha vagheggiato, e se ne innamora perdutamente. Per una strana bizzarria, la cara immagine non appare alla mente dell'artista che legata a un'idea musicale, in cui egli avverte un certo carattere appassionato, ma nobile e riservato, come quello che attribuisce all'oggetto amato.
Questa immagine melodica e il suo modello lo perseguitano incessantemente come una doppia idea fissa. Ecco perché la melodia iniziale del primo Allegro ricorre costantemente in ogni movimento della sinfonia. La transizione da uno stato di sognante malinconia, interrotta da vari accessi di gioia immotivata, ad uno di passione delirante, con i suoi impulsi di rabbia e gelosia, i suoi ricorrenti momenti di tenerezza, le sue lacrime e le sue consolazioni religiose, è l'argomento del primo movimento.
Seconda parte: Un ballo
L'artista viene a trovarsi nelle più diverse circostanze della vita: nel mezzo del tumulto d'una festa, nella pacifica contemplazione delle bellezze della natura; ma ovunque, in città o in campagna, la cara immagine gli si presenta e turba la sua anima.
Terza parte: Scena campestre
Trovandosi una sera in campagna, sente in lontananza due pastori che suonano, facendosi eco, una melodia campestre; questo duetto pastorale, lo scenario naturale, il frusciare leggero degli alberi dolcemente agitati dal vento, alcuni motivi di speranza ch'egli subito concepisce, tutto concorre a restituire al suo cuore una pace inusuale e a dare ai suoi pensieri un colore più gaio. Egli riflette sul proprio isolamento, spera che presto non sarà più solo... Ma se lei lo deludesse!... Questo miscuglio di speranza e timore, questi pensieri di felicità turbati da neri presentimenti formano il soggetto dell'Adagio. Alla fine, uno dei pastori riprende la melodia campestre; l'altro non risponde più... Rumore lontano di tuono... Solitudine... Silenzio...
Quarta parte: Marcia al supplizio
Avendo maturato la certezza che non solo colei ch'egli adora non corrisponde il suo amore, ma che è incapace di comprenderlo e addirittura ne è indegna, l'artista si avvelena con dell'oppio. La dose del narcotico, troppo esigua per dargli la morte, lo sprofonda in un sonno accompagnato dalle più atroci visioni. Egli sogna di aver ucciso la sua amata, di essere condannato e condotto al supplizio, di assistere alla sua stessa esecuzione. Il corteo avanza al suono di una marcia ora ombrosa e selvaggia, ora brillante e solenne, nella quale un rumore sordo di gravi passi è seguito senza transizione da scoppi di fragore eclatante. Conclusa la marcia, le prime quattro battute dell'idea fissa ricompaiono come un ultimo pensiero d'amore interrotto dal colpo fatale.
Quinta parte: Sogno di una notte di sabba
Egli vede se stesso al sabba, nel mezzo di un'orda spaventosa di ombre, di stregoni, di mostri d'ogni specie, riuniti per i suoi funerali. Strani rumori, gemiti, scoppi di risa, grida lontane alle quali altre grida sembrano rispondere. La melodia amata compare ancora, ma essa ha perduto il suo carattere di nobiltà e di timidezza; ormai non è altro che un'aria di danza ignobile, triviale e grottesca: è lei che giunge al sabba... Ruggito di gioia al suo arrivo... Ella si unisce all'orgia diabolica... Campane a morto, parodia burlesca del Dies Irae, ronda del Sabba. La ronda del Sabba e il Dies Irae insieme.»

## Organico
La Sinfonia fantastica è strumentata per grande orchestra sinfonica che richiede:
- 2 flauti (il 2° con l'obbligo dell'ottavino), 2 oboi (il secondo con l'obbligo del corno inglese), 2 clarinetti in si bemolle o la o do (il 1° con l'obbligo del clarinetto piccolo in mi bemolle), 4 fagotti
- 4 corni (due in mi bemolle, mi, fa o si bemolle grave e due in do o mi bemolle), 2 trombe in do, 2 cornette, 3 tromboni (un contralto, un tenore e un basso), oficleide e serpentone[4]
- timpani (quattro esecutori), grancassa, tamburo, piatti, 2 campane da chiesa[5] in sol e in do
- quattro arpe ed archi.